# Glasgow Football Association
Die im Jahr 1883 gegründete Glasgow Football Association (englisch für „Glasgower Fußballgesellschaft“) mit Sitz in Glasgow, Schottland, ist dem nationalen schottischen Fußballverband angeschlossen und eine der ältesten Einrichtungen dieser Art im Fußball.

## Geschichte
Die sechs Gründungsvereine, die den Verband bei einem Treffen am 6. März 1883 im Carlton Place in Glasgow ins Leben riefen, waren die sechs Senior-Klubs Glasgow Rangers, FC Clyde und FC Queen’s Park sowie die drei noch vor der Jahrhundertwende aufgelösten FC Northern, FC Partick und Pollokshields Athletic. Bis Ende 1883 kamen der FC Battlefield, FC Cowlairs, FC Luton, Partick Thistle, FC South Western und Third Lanark hinzu. Thomas Lawrie wurde zum ersten Präsidenten der Vereinigung gewählt und blieb dies für fünf Jahre. Celtic Glasgow wurde erst im Jahr 1887 gegründet und war ab 1888 Mitglied. Der FC Clydesdale einer der führenden Vereine war zum Zeitpunkt der Gründung des Verbandes nicht mehr existent.
Glasgow hatte eine repräsentative Mannschaft, die an Spielen gegen andere Verbände teilnahm. Die bekanntesten Auftritte waren gegen die Sheffield Football Association, die von 1874 bis 1960 liefen, und eine wichtige Rolle in der frühen Entwicklung des Fußballs hatten. Die Spiele gerieten Ende der 1940er Jahre in den Hintergrund als neue Turniere wie der schottische- und englische Ligapokal, Texaco Cup und Anglo-Scottish Cup ausgetragen wurden.
Im heutzutage modernen Spiel ist der Einfluss des Verbandes begrenzt, der Auftrag besteht weiter darin die „Interessen der Fußballvereine in Glasgow zu vertreten.“ Zu den Vereinen die in den Ligen der Scottish Football League gegeneinander antreten, gehören die beiden mit Abstand größten und erfolgreichsten des Landes, Celtic und Rangers die im Old-Firm-Derby gegeneinander antreten. Weitere Vereine sind Partick Thistle, der älteste Fußballverein in Schottland Queen’s Park, und der FC Clyde der seine Heimspiele allerdings nicht mehr in der Stadt ausspielt. Eine sechste Mannschaft, Third Lanark war bis Mitte der 1960er Jahre im Verband, bis er aufgelöst wurde.
Die wichtigste Aufgabe des Verbandes ist die Organisation des Glasgow Cup, eines Turniers für Vereine in der Stadt das erstmals 1888 ausgetragen wurde. Dieses Turnier war einst ein begehrter Titel, verlor jedoch im 20. Jahrhundert an Bedeutung, als der nationale und kontinentale Fußball immer beliebter wurde. Seit den 1990er Jahren wird es zwischen den Jugendmannschaften der Mitgliedsvereine ausgetragen. Neben dem Glasgow Cup möchte der Verband „die Beteiligung lokaler Schulen und die Entwicklung des Jugendfußballs durch eine Vielzahl anderer Programme und Veranstaltungen fördern.“
Die Glasgow FA kümmert sich auch um weitere Vereine der Stadt, ausgeschlossen davon sind Mitgliedsvereine der Scottish Junior Football Association, und mehrere semiprofessionelle Vereine mit Sitz in Glasgow die unter dem Dach der Scottish Amateur Football Association spielen.